# Croton panduriformis
Espèce
Croton panduriformis est une espèce de plantes à fleurs du genre Croton et de la famille des Euphorbiaceae, présente à Cuba.
Il a pour synonyme :
- Oxydectes panduriformis, (Müll.Arg.) Kuntze